# Masakr na Virginia Tech

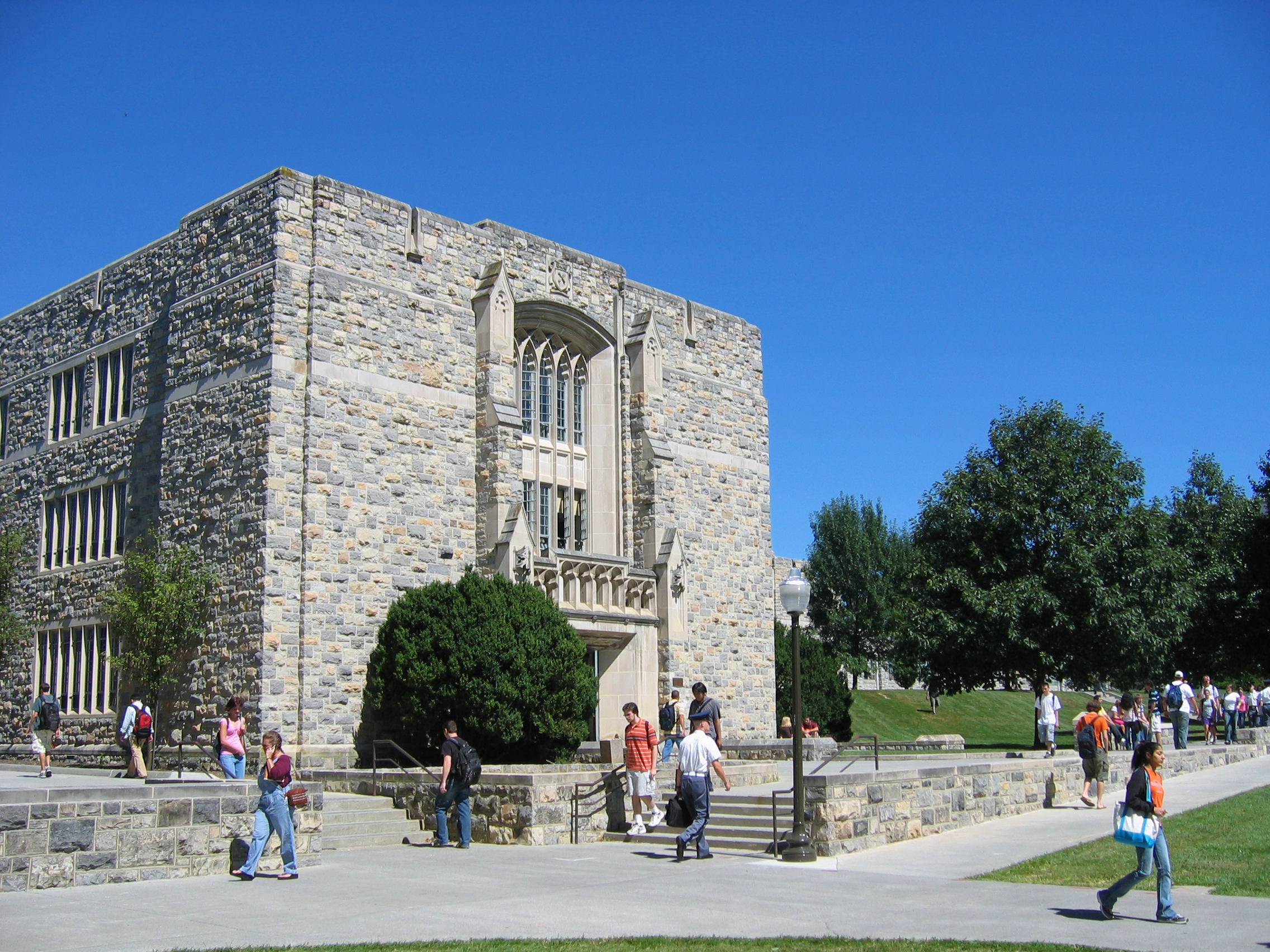
Norris Hall, kde bylo zastřeleno 30 lidí

Masakr na Virginia Tech se odehrál 16. dubna 2007 na kampusu Virginia Polytechnic Institute and State University v Blacksburgu ve Virginii. Útočník, jihokorejský student školy Čo Sung-hui, při něm zabil 32 lidí a desítky zranil, sám pak spáchal sebevraždu. Masakr na Virginia Tech je jedním z největších masakrů na území Spojených států a druhým největším masakrem na americké škole.

## Oběti
Bylo zavražděno celkem 32 osob, jak studentů, tak i učitelů.

### Zavraždění ve West Amber Jonhston Hall
- Emily Jane Hilscher, 19
- Ryan Christopher "Stack" Clark, 22

### Zavraždění v Norris Hall
- Studenti
  - Ross Abdallah Alameddine, 20
  - Brian Roy Bluhm, 25
  - Austin Michelle Cloyd, 18
  - Matthew Gregory Gwaltney, 24
  - Caitlin Millar Hammaren, 19
  - Jeremy Michael Herbstritt, 27
  - Rachael Elizabeth Hill, 18
  - Matthew Joseph La Porte, 20
  - Jarrett Lee Lane, 22
  - Henry J. Lee, 20
  - Partahi Mamora Halomoan "Mora" Lumbantoruan, 34
  - Lauren Ashley McCain, 20
  - Daniel Patrick O'Neil, 23
  - Juan Ramón Ortiz-Ortiz, 26
  - Minal Hiralal "Minu" Panchal, 26
  - Daniel Alejandro Pérez Cueva, 21
  - Erin Nicole Peterson, 18
  - Michael Steven Pohle, Jr., 23
  - Julia Kathleen Pryde, 23
  - Mary Karen Read, 19
  - Reema Joseph Samaha, 18
  - Waleed Mohamed Shaalan, 32
  - Leslie Geraldine Sherman, 20
  - Maxine Shelly Turner, 22
  - Nicole Regina White, 20
- Vyučující
  - Christopher James "Jamie" Bishop, 35
  - Jocelyne Couture-Nowak, 49
  - Kevin P. Granata, 45
  - Liviu Librescu, 76
  - G. V. Loganathan, 53